# Braszczok
Braszczok (prononciation : [ˈbraʂt͡ʂɔk]) est une localité polonaise de la gmina de Herby, située dans le powiat de Lubliniec en voïvodie de Silésie.